# Stornel
Stornel (lub stornello) – sześciowersowa strofa o złożonej budowie, w której występują dwa rymy A i B. Układ rymów w niej przedstawia następujący schemat
xA xB
... xA
... xB
xB xA
...xB
...xA
Wersy pierwszy i czwarty składają się z dwóch wyrazów zazwyczaj 2 i 3-sylabowych. W czwartym wierszu występują w odwrotnej kolejności jak w przykładzie
Miłości cicha!
Jakże ten szczęśliw, w czyim sercu gości
Twój boski powiew – kto tobą oddycha,
Cicha miłości!
Z opalowego dajesz pić kielicha,
Ekstazy pełna , zaziemskiej jasności.
(„Stornelle”, Kamil Wroczyński)